# Sebastià Junqueras Delpueyo
Sebastià Junqueras Delpueyo (Barcelona, 3 de desembre de 1927 – Barcelona, 3 de juny de 2013) fou un atleta català especialitzat en proves de tanques i salts.
Pel que fa a clubs, va pertànyer al FC Barcelona, al CN Barcelona i al CA Stadium. Fou vuit cops campió d'Espanya en quatre proves diferents, la seva principal prova els 110 metres tanques, a més de 400 m tanques, salt de llargada i decatló. També fou catorze vegades campió de Catalunya, en 110 m tanques, 100 m llisos, 200 m llisos, salt de llargada i relleus. Va batre deu vegades el rècord d'Espanya de 110 m tanques i un el de 400 m tanques. A nivell català va batre els rècords de 200 m, 110 m tanques, 400 m tanques, salt d'alçada i relleus 4 × 100 m i 4 × 400 m.

## Palmarès
Campió de Catalunya
- 110 metres tanques: 1946, 1947, 1951, 1952, 1955
- 100 metres llisos: 1947, 1950
- 200 metres llisos: 1955
- salt de llargada: 1951, 1952
- 4 × 100 metres llisos: 1946, 1951
- 4 × 400 metres llisos: 1947, 1951

Campió Espanya
- 110 m tanques: 1946, 1950, 1951, 1952
- 400 m tanques: 1950
- salt de llargada: 1951, 1952
- decatló: 1950